# 314 (số)
314 (ba trăm mười bốn) là một số tự nhiên ngay sau 313 và ngay trước 315.